# Stenico
Stenico é uma comuna italiana da região do Trentino-Alto Ádige, província de Trento, com cerca de 1.061 habitantes. Estende-se por uma área de 49 km², tendo uma densidade populacional de 22 hab/km². Faz divisa com Comano Terme, Bocenago, Giustino, Pinzolo, San Lorenzo Dorsino e Tre Ville.